# World in Motion
«World in Motion» (рус. Мир в движении) — песня британской группы New Order, выпущенная на сингле в 1990 году. Это единственный сингл группы, который занял 1-е место в британском хит-параде, и последняя пластинка New Order, выпущенная на Factory Records. Песня была написана New Order вместе с Китом Алленом.
В начале мая 1990 года участники группы, занятые в то время своими сторонними проектами, собрались в студии для записи гимна английской сборной по футболу для проходившего тем летом чемпионата мира в Италии. В записи приняли участие ведущие английские футболисты, включая Джона Барнса, который спел рэп-куплет.
В начале марта 2002 года шли разговоры о записи совершенно новой версии «World in Motion» вместе с Дэвидом Бекхэмом, однако вместо этого 3 июня 2002 года сингл был переиздан вместе с новой песней «Such A Good Thing», специально написанной для передач 5-канала Би-би-си, освещавших чемпионат мира по футболу 2002 года. Новая песня затем вошла в дополнительный диск бокс-сета «Retro» (2002).

## Издания

### UK CD — FACD 293
1. «World in Motion» — 4:30
2. «World in Motion (The B-Side)» — 4:14
3. «World in Motion» (No Alla Violenza Mix) — 5:19
4. «World in Motion» (Subbuteo Mix) — 5:08

### UK 12" 1 — FAC 293
1. «World in Motion» — 4:30
2. «World in Motion (The B-Side)» — 4:48

The same tracks appear on the 7" and cassette singles.

### UK 12" 2 — FAC 293R
1. «World in Motion» (Subbuteo Mix) — 5:08
2. «World in Motion» (Subbuteo Dub) — 4:13
3. «World in Motion» (Carabinieri Mix) — 5:52
4. «World in Motion» (No Alla Violenza Mix) — 4:12

### US CD — Qwest 9 21582-2
1. «World in Motion» (Single Mix) — 4:30
2. «World in Motion» (The B-Side) — 4:48
3. «World in Motion» (No Alla Violenza mix) — 5:40
4. «World in Motion» (Subbuteo Mix) — 5:08

### US 12" and cassette — Qwest 9 21582-0/4
1. «World in Motion» (Carabinieri Mix) — 5:52
2. «World in Motion» (No Alla Violenza Mix) — 5:40
3. «World in Motion» (Subbuteo Mix) — 5:08
4. «World in Motion» (Subbuteo Dub) — 5:08

### Canadian CD — Factory/MCA/Polygram 846 237-2
1. «World in Motion» — 4:32
2. «World in Motion» (No Alla Violenza Mix) — 5:41
3. «World in Motion» (Carabinieri Mix) — 5:56
4. «World in Motion» (Subbuteo Mix) — 5:10
5. «World in Motion» (Subbuteo Dub Mix) — 5:10
6. «The B-Side» — 4:49

### Canadian cassette — Factory/MCA/Polygram 846 237-4
1. «World in Motion» (No Alla Violenza Mix)
2. «World in Motion» (Carabinieri Mix)
3. «World in Motion» (Subbuteo Mix)
4. «World in Motion» (Subbuteo Dub Mix)
5. «The B-Side»

### UK CD — NUOCD12 [издание 2002]
1. «World in Motion» — 4:30
2. «Such a Good Thing» — 4:10
3. «World in Motion» (No Alla Violenza Mix) — 4:12